# فرودگاه چاتاو-تهیری بلاو
فرودگاه چاتاو-تهیری بلاو (به انگلیسی: Château-Thierry – Belleau Aerodrome) (به زبان بومی: Aérodrome de Château-Thierry - Belleau) یک فرودگاه همگانی با کد یاتا XCY است که یک باند فرود چمن دارد و طول باند آن ۹۳۰ متر است. این فرودگاه در شهر انه کشور فرانسه قرار دارد و در ارتفاع ۲۲۰ متری از سطح دریا واقع شده‌است.